# Coll Permir
El Coll Permir és un coll a 1.530,8 m. alt. del terme municipal de Sarroca de Bellera, en el Pallars Jussà.
Està situat al nord-est de Santa Coloma d'Erdo i al nord-oest de Larén, al nord-oest de Sant Bàrbara i al sud del Tossal del Portell. Queda al sud-oest de Crastes.